# Lepidodermella spinifera
Lepidodermella spinifera är en djurart som tillhör fylumet bukhårsdjur, och som beskrevs av Tretyakova 1991. Lepidodermella spinifera ingår i släktet Lepidodermella och familjen Chaetonotidae. Inga underarter finns listade i Catalogue of Life.